# Fides

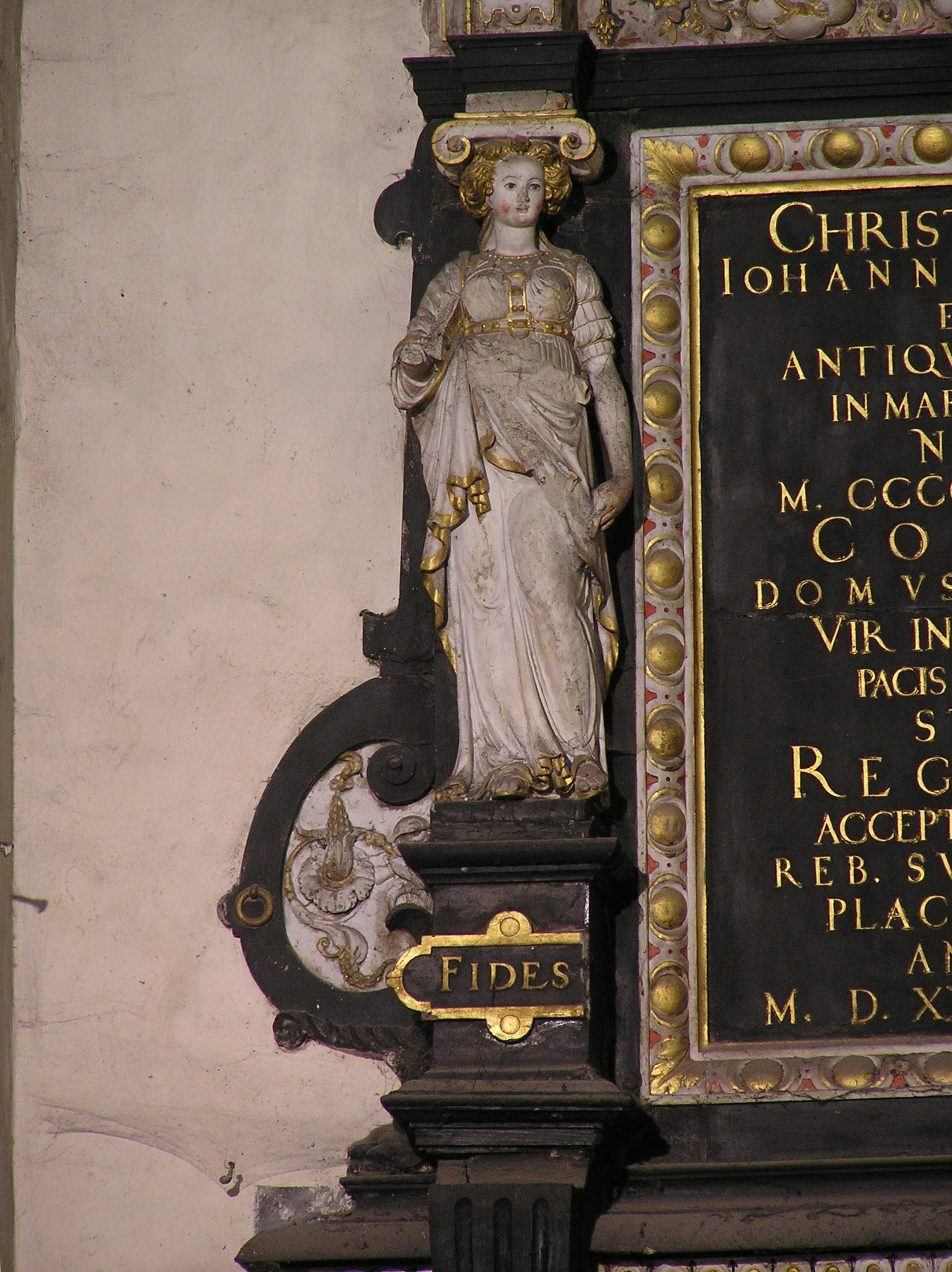
Estatua de Fides

Fides (que traducido directamente del latín significa «fe», «confianza», «lealtad») era, en la mitología romana, la diosa de la confianza. Es hija de Saturno y Virtus. Su templo en la Colina Capitolina estaba ubicado en el lugar en que el Senado romano conservaba los tratados estatales con países extranjeros, donde Fides los protegía. También se la veneraba con el nombre de Fides Publica Populi Romani («lealtad hacia el estado romano») y fue conocida con gran cantidad de epítetos, como Fides Augusta, Fides Augustorum, Fides militum, Fides praetorianorum, etcétera.
Está representada por una mujer joven, coronada con una rama de olivo, con una copa o tortuga, o una insignia militar en la mano. Luce un velo blanco o stola; sus sacerdotes visten de blanco; se atribuye a Numa la introducción del culto a esta divinidad, cuyo equivalente griego era Pistis.